# (668) Dora
Dora és el nom que rep l'asteroide número 668. Fou descobert per l'astrònom August Kopff des de l'observatori de Heidelberg (Alemanya), el 27 de juliol del 1908. Dona nom i forma part de la família Dora.